# マロングラッセ

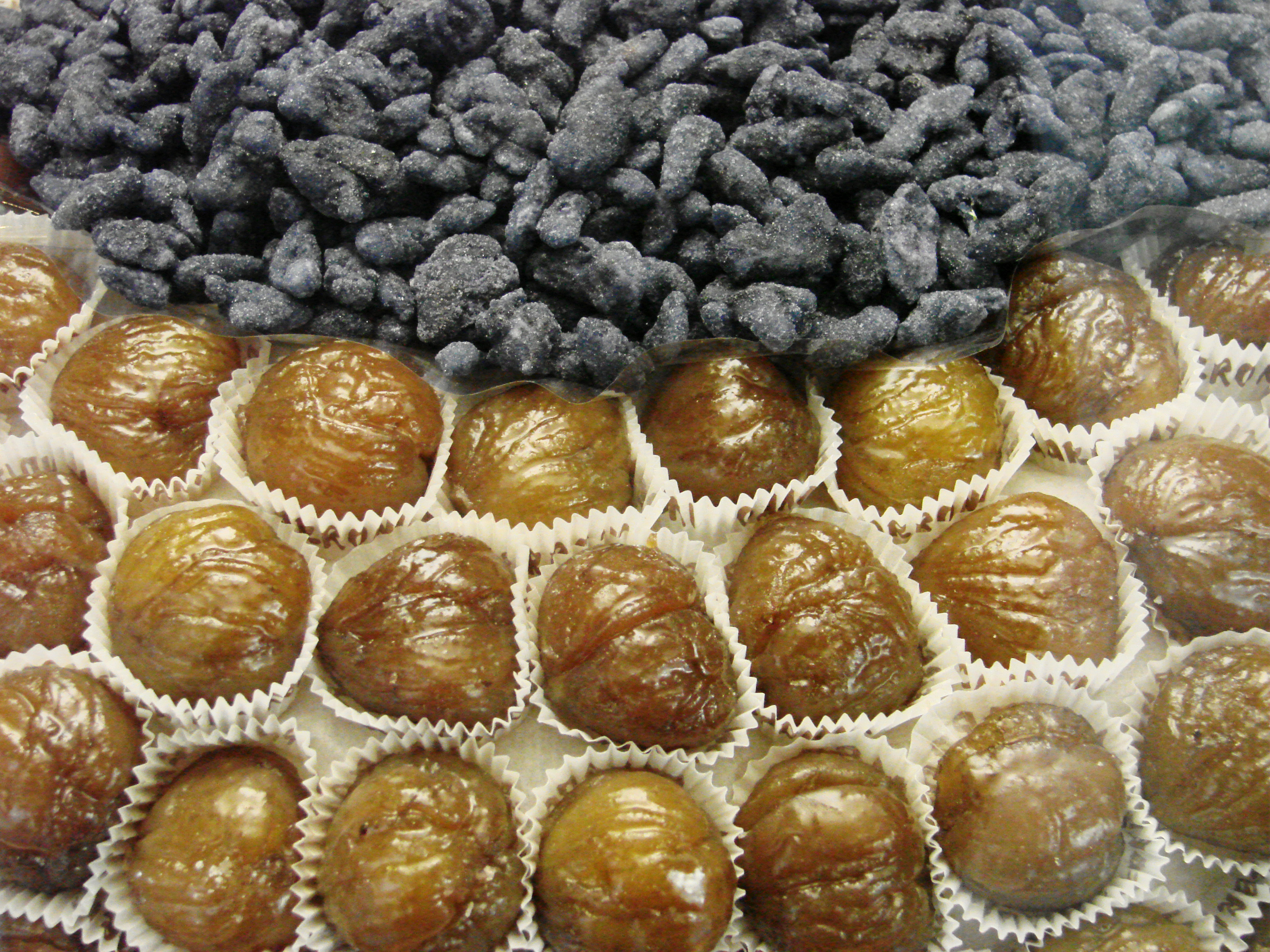
マロングラッセ

マロングラッセ（仏：marron glacé ）は、クリを砂糖で煮て糖衣した菓子。フランス語でマロン（marron）とはヨーロッパグリ(Castanea sativa MILLER)のこと、グラッセは氷（glacé）のようなつやを出す調理法のことである 。

## 概要
殻をむいたクリを糖度20度のシロップで煮て、2日ごとに徐々に糖度をあげて最終的に32度まで高め、その後30度に落として仕上げる。その手間のかけ方から製作当初は注目されることが少なかったが、20世紀以降甘く口中で崩れる食感が評価されるようになった。現在の形に作り上げたのは、アントナン・カレームだといわれる。
紀元前、マケドニアの英雄アレクサンドロス大王が最愛の妻ロクサネ妃のために作ったことから、ヨーロッパでは永遠の愛を誓う証として、男性が女性にマロングラッセを贈る習慣がある。
なお、トルコのケスターネシェケリ（kestane şekeri）もマロングラッセの一種だが材料にアルコール類を使用しない。